# Jan Bekkema
Jan Bekkema (Drachten, 9 april 1996) is een Nederlands voetballer die speelt als doelman en onder contract staat bij sc Heerenveen.

## Clubcarrière
Bekkema belandde via VV Drachten in 2010 in de jeugdopleiding van sc Heerenveen. Bij het eerste elftal van de club was hij reservedoelman.
In de zomer van 2019 vertrok Bekkema transfervrij naar het Duitse SV Straelen dat uitkwam in de Oberliga Niederrhein. Nadat zijn overschrijving enige tijd in beslag had genomen en hij daarna kampte met een blessure, verloor hij de concurrentiestrijd om eerste doelman te worden. Vervolgens verliet hij eind augustus 2019 de club.
In de zomer van 2020 keerde Bekkema terug naar Friesland. Bij sc Heerenveen kon hij na zijn terugkeer een korte periode als dispensatiespeler uitkomen voor sc Heerenveen onder 21. Daarnaast zat hij veelal als derde doelman bij de selectie van het eerste elftal, waarna hij eind mei 2023 zijn contract tot medio 2024 verlengde. Enkele dagen later volgde op 31 mei in de wedstrijd tegen Go Ahead Eagles (2–0 winst) zijn officiële debuut. In de slotfase van de wedstrijd maakte Andries Noppert plaats voor Bekkema, die in de jaren ervoor in totaal 165 keer als wisselspeler op de bank had gezeten. Na zijn terugkomst bij sc Heereveen zette Bekkema zich ook in als trainer voor de doelmannen van de jongste jeugdelftallen van de club.

## Clubstatistieken
| Seizoen                        | Club                        | Competitie                  | Competitie | Competitie | Beker | Beker | Europees | Europees | Overig | Overig | Totaal | Totaal |
| Seizoen                        | Club                        | Competitie                  | Wed.       | Dlp.       | Wed.  | Dlp.  | Wed.     | Dlp.     | Wed.   | Dlp.   | Wed.   | Dlp.   |
| ------------------------------ | --------------------------- | --------------------------- | ---------- | ---------- | ----- | ----- | -------- | -------- | ------ | ------ | ------ | ------ |
| 2016/17                        | sc Heerenveen               | Eredivisie                  | 0          | 0          | 0     | 0     | –        | –        | 0      | 0      | 0      | 0      |
| 2017/18                        | sc Heerenveen               | Eredivisie                  | 0          | 0          | 0     | 0     | –        | –        | 0      | 0      | 0      | 0      |
| Clubtotaal (eerste periode)    | Clubtotaal (eerste periode) | Clubtotaal (eerste periode) | 0          | 0          | 0     | 0     | –        | –        | 0      | 0      | 0      | 0      |
| 2019/20                        | SV Straelen                 | Oberliga Niederrhein        | 0          | 0          | 0     | 0     | –        | –        | 0      | 0      | 0      | 0      |
| Clubtotaal                     | Clubtotaal                  | Clubtotaal                  | 0          | 0          | 0     | 0     | –        | –        | 0      | 0      | 0      | 0      |
| 2020/21                        | sc Heerenveen               | Eredivisie                  | 0          | 0          | 0     | 0     | –        | –        | 0      | 0      | 0      | 0      |
| 2021/22                        | sc Heerenveen               | Eredivisie                  | 0          | 0          | 0     | 0     | –        | –        | 0      | 0      | 0      | 0      |
| 2022/23                        | sc Heerenveen               | Eredivisie                  | 1          | 0          | 0     | 0     | –        | –        | 0      | 0      | 1      | 0      |
| 2023/24                        | sc Heerenveen               | Eredivisie                  | 0          | 0          | 0     | 0     | –        | –        | 0      | 0      | 0      | 0      |
| 2024/25                        | sc Heerenveen               | Eredivisie                  | 0          | 0          | 0     | 0     | –        | –        | 0      | 0      | 0      | 0      |
| Clubtotaal (tweede periode)    | Clubtotaal (tweede periode) | Clubtotaal (tweede periode) | 1          | 0          | 0     | 0     | –        | –        | 0      | 0      | 1      | 0      |
| Carrière totaal                | Carrière totaal             | Carrière totaal             | 1          | 0          | 0     | 0     | –        | –        | 0      | 0      | 1      | 0      |
| Bijgewerkt op 15 december 2024 |                             |                             |            |            |       |       |          |          |        |        |        |        |